# Theodor von Kobbe

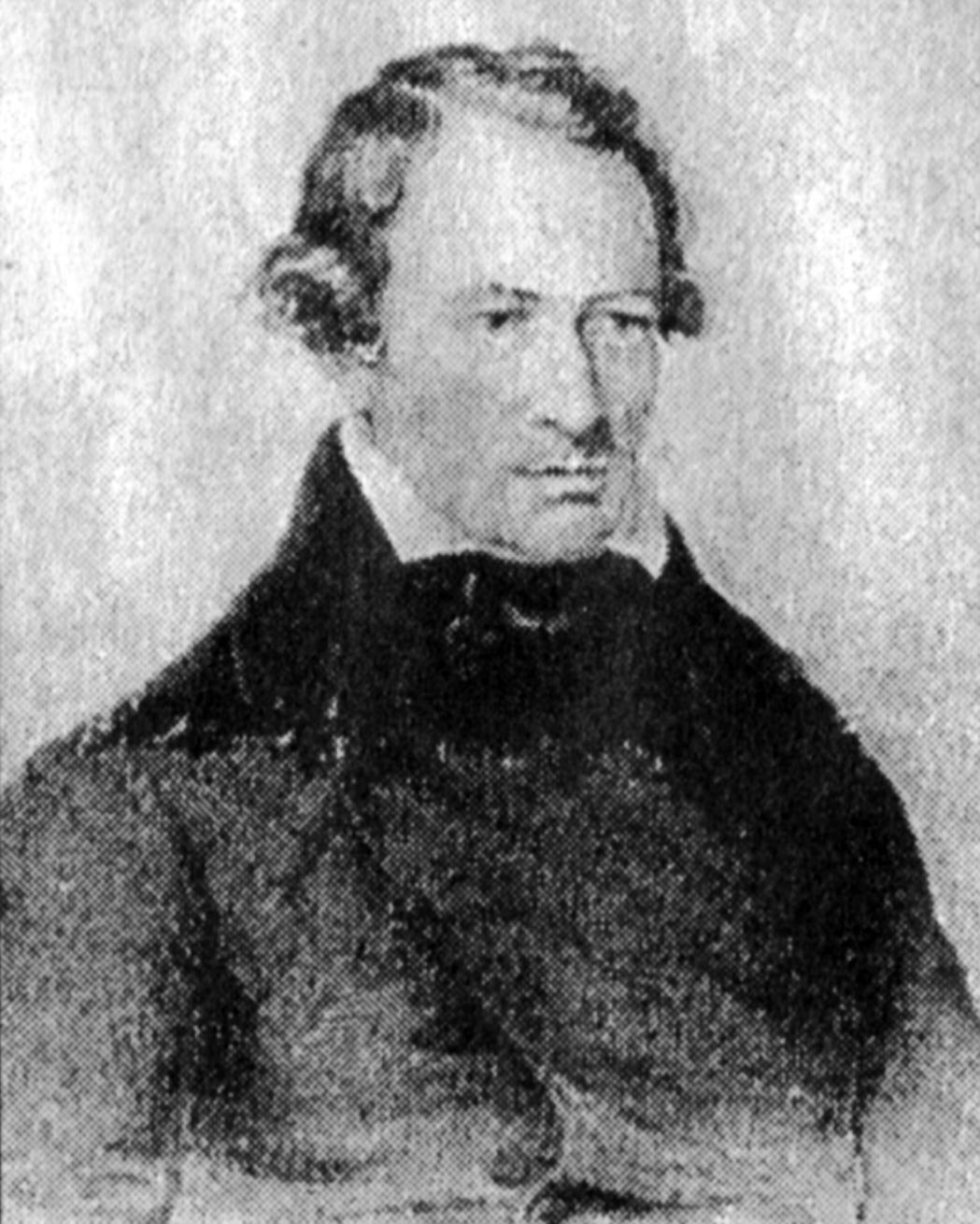
Theodor von Kobbe

Theodor Christian Cai von Kobbe (* 8. Juni 1798 in Glückstadt; † 22. Februar 1845 in Oldenburg (Oldb)) war ein deutscher Jurist, Menschenrechtler und Schriftsteller.

## Leben
Theodor von Kobbe wurde ausweislich der lfd. Nr. 26 des Geburts- und Taufregisters vom Jahre 1798 am 8. Juni geboren und am 14. Juni getauft. Seine Eltern waren der hannoversche Adelige Anton Dietrich von Kobbe und Louise Adelaide Christiane geb. Gräfin zu Rantzau-Ahrenberg. Sein Vater bekleidete das Amt des Landvogtes auf der Insel Föhr, seine Mutter war die Tochter des damaligen Uetersener Klosterpropstes Peter zu Rantzau. 1802 wurde die Ehe geschieden. Von 1804 bis 1814 besuchte er in Uetersen die Lateinschule. Nach dem Tod der Mutter 1805 wurde er von seinem Großvater in Uetersen erzogen, bis dieser 1809 starb. Im gleichen Jahr wurde er Pensionär eines Uetersener Rektors. 1814 wurde Kobbe konfirmiert und verließ Uetersen, um die Hamburger Gelehrtenschule des Johanneums zu besuchen. Ab 1817 studierte er Rechtswissenschaft an der Ruprecht-Karls-Universität Heidelberg. Als Delegierter der dortigen Alten Heidelberger Burschenschaft, der er seit 1817 angehörte, nahm er 1818 an der Allgemeinen Burschenschaftversammlung in Jena teil. Dort besuchte er Johann Wolfgang von Goethe, was auch in dessen Tagebuch unter dem Vermerk „Koppe von Kiel, In Heidelberg Studierender“ festgehalten ist. 1819 wechselte Kobbe an die Christian-Albrechts-Universität zu Kiel und legte dort die Staatsprüfung ab. 1820 trat er auf Empfehlung seines Onkels als Auditor in den Staatsdienst des Großherzogtums Oldenburg und wurde wenige Jahre später zum Assessor am Landgericht Oldenburg ernannt. Mangelnder beruflicher Ehrgeiz verhinderte einen weitern Aufstieg. Er gründete einen Verein zur Verbesserung des Schicksals entlassener Strafgefangener und wurde „Anwalt der Armen und Notleidender“ genannt, unter anderem setzte er sich rückhaltslos für die Abschaffung der Todesstrafe ein. In jedem Sommer unternahm er weite Reisen und traf sich unter anderem auch mit Heinrich Heine und Ludwig Tieck, mit denen er auch Briefkontakt unterhielt. Immer wieder besuchte er auch Uetersen, wo „die Träume der Jugend mein Haupt umkränzten“.
Kobbe galt als liebenswürdig, witzig und als blendender Gesellschafter. Da er beruflich nicht weiterkam, versuchte er ab 1822, sein Talent zum improvisierenden Erzählen als Schriftsteller zu nutzen, und veröffentlichte vor allem ab 1830 in schneller Folge zahlreiche Erzählungen, Gedichte, einen historischen Roman, Schauspiele, Humoresken, autobiographische Schriften und umfangreiche Reiseberichte, in denen er die Erlebnisse seiner jährlichen Reisen verarbeitete. Von 1838 bis 1845 gab er die wöchentlich erscheinenden Humoristischen Blätter heraus, deren Beiträge er zum größten Teil selbst verfasste. Seine Gedichte, Romane und Erzählungen sind zu Recht in Vergessenheit geraten. Lediglich seine Lebenserinnerungen und Reiseberichte sind heute noch für Historiker als Quelle zur Kulturgeschichte Oldenburgs im Vormärz interessant. Kobbe war ein produktiver Schreiber, kümmerte sich aber weder um die Form noch um die Komposition seiner Niederschriften oder überarbeitete diese.
Der weiteren Öffentlichkeit blieb Kobbe nur durch sein Gelegenheitswerk bekannt. 1844 verfasste er den Text zu der von Großherzogin Cäcilie komponierten Melodie Heil dir, o Oldenburg.
Er starb lt. Verzeichnis der im Jahre 1845 im Kirchspiel Oldenburg Verstorbenen am 22. Februar 1845 in Oldenburg und wurde am 28. Februar auf dem Gertrudenfriedhof (Oldenburg) in Oldenburg begraben.
In verschiedenen Publikationen (vgl. z. B. Allgemeine Encyklopädie der Wissenschaften und Künste, F. A. Brockhaus, Leipzig, 1885) ist er fälschlicherweise als Theodor „Christoph August“ von Kobbe aufgeführt.

## Werke
- Des Burschen Erdenwallen, eine Burleske (1822)
- Es war ein Dangastischer Urlaub (1825)
- Die Leier der Meister in den Händen des Jüngers, oder achtzehn Gedichte in fremder Manier, und eins in eigener, Oldenburg (1826)
- Die Schweden im Kloster zu Uetersen, ein historischer Roman, Bremen (1830)
- Die Wesernymphe, Jahrgang 1, Oldenburg (1831)
- Kleine Erzählungen in humoristischen Skizzen und Bildern, Bremen (1833)
- Reiseskizzen aus Belgien und Frankreich, Bremen (1836); (Hrsg.),
- als Herausgeber: Humoristische Blätter Jahrgang 1 – 8, Oldenburg (ab 1839), online 1839
- Briefe über Helgoland nebst poetischen und prosaischen Versuchen in der dortigen Mundart, Bremen (1840)
- Humoristische Erinnerungen aus meinem academischen Leben in Heidelberg und Kiel 1817–1819, Bremen (1840) (2 Teilbände)[3]
- Prießnitz und Gräfenberg. Aus meinem Tagebuch zur Unterhaltung und Belehrung aller derer, welche auf dem Gräfenberg gewesen sind, oder solcher, die sich einer Wasserkur dort oder anderswo unterwerfen wollen, Oldenburg (1841)
- Humoresken aus dem Philisterleben, 2 Bände, Bremen (1841)
- Wanderungen an der Nord- und Ostsee, (1841)[4]
- Humoristische Reisebilder, Bremen (1843)
- Heil dir, o Oldenburg!, Text zur Landeshymne des Großherzogtums Oldenburg, Oldenburg (1844)
- Das Ketzergericht der bremischen Pastoren.  Schulze in Komm., Oldenburg 1845.
- Jocosus Bremanus der neue Komiker der Bremer Pietisten-Gesellschaft.  Schulze in Komm., Oldenburg 1845. MDZ READER Digitalisat
- Die Nordsee, veröffentlicht in: Das malerische und romantische Deutschland, Band 10, Leipzig (1847), Reprint: Hildesheim (1973)
- Diverse Erzählungen und Novellen, Reiseskizzen, Landschaftsbeschreibungen, juristische und politische Schriften und Lebenserinnerungen.